# سفر جاده‌ایی دانشگاه
سفر جاده‌ایی دانشگاه (به انگلیسی: College Road Trip) یک فیلم کمدی خانوادگی آمریکایی محصول سال ۲۰۰۸ به کارگردانی راجر کامبل با بازی مارتین لارنس، کیم ویتلی، راون سایمون، برندا سونگ، مارگو هارشمن و دنی آزمند است. داستان فیلم دربارهٔ نوجوان دانشگاهی ملانی پورتر (راون سایمون) است که به همراه خانواده‌اش، از جمله پدر بیش از حد محافظش، به یک سفر جاده‌ای به دانشگاه‌های مختلف می‌رود. این فیلم توسط والت دیزنی پیکچرز در ایالات متحده در ۷ مارس ۲۰۰۸ منتشر شد و با نقدهای منفی منتقدان روبرو شد.

## داستان
ملانی قصد دارد به زودی وارد دانشگاه شود. او تصمیم می‌گیرد تا به همراه چند نفر دیگر از دوستانش به یک سفر جاده‌ای بروند و دانشگاه‌های مختلف را ببینند تا یکی را برای ادامه تحصیل انتخاب کنند. اما ماجرا از جایی شروع می‌شود که پدر ملانی که یک افسر پلیس است و به شدت نگران خانواده‌اش است اعلام می‌کند که او هم در این سفر باید همراه آنها باشد و…

## بازخوردها
در جمع‌آوری نقد راتن تومیتوز بر اساس ۷۴ نقد، با میانگین امتیاز ۳٫۳ از ۱۰، امتیاز تأیید ۱۲٪ را به فیلم می‌دهد. در متاکریتیک به فیلم میانگین وزنی امتیاز ۳۴ از ۱۰۰ را بر اساس ۴۶ منتقد داد که نشان می‌دهد «بررسی‌های عموماً نامطلوب». تماشاگران در نظرسنجی سینماسکور به فیلم نمره متوسط "A-" در مقیاس A+ تا F دادند.

## گیشه
این فیلم در آخر هفته افتتاحیه خود حدود ۱۳٫۶ میلیون دلار در ۲٫۷۰۶ سینما در ایالات متحده و کانادا به دست آورد و در رده دوم باکس آفیس قرار گرفت. این فیلم تا پایان ماه به فروش ۳۱٫۱۱۷٫۸۳۴ دلاری ادامه داد و با درآمد بالای ۴۵ میلیون دلار در مناطق داخلی به پایان رسید.

## کتاب
در می ۲۰۰۸، دیزنی پرس کتابی بر اساس فیلم نوشته آلیس آلفونسی منتشر کرد. روی جلد این رمان پوستر اصلی فیلم چاپ شده‌است.